# Makayla Greenwood
Makayla Greenwood (25 de octubre de 2003) es una deportista estadounidense que compite en taekwondo.
Ganó una medalla de oro en el Campeonato Mundial de Taekwondo de 2022 y tres medallas de oro en el Campeonato Panamericano de Taekwondo entre los años 2021 y 2024.

## Palmarés internacional
| Campeonato Mundial      | Campeonato Mundial           | Campeonato Mundial | Campeonato Mundial |
| Año                     | Lugar                        | Medalla            | Categoría          |
| ----------------------- | ---------------------------- | ------------------ | ------------------ |
| 2022                    | Guadalajara (México)         | Medalla de oro     | –53 kg             |
| Campeonato Panamericano |                              |                    |                    |
| Año                     | Lugar                        | Medalla            | Categoría          |
| 2021                    | Cancún (México)              | Medalla de oro     | –53 kg             |
| 2022                    | Punta Cana (Rep. Dominicana) | Medalla de oro     | –53 kg             |
| 2024                    | Río de Janeiro (Brasil)      | Medalla de oro     | –62 kg             |